# Wiktor Sergejewitsch Fadin

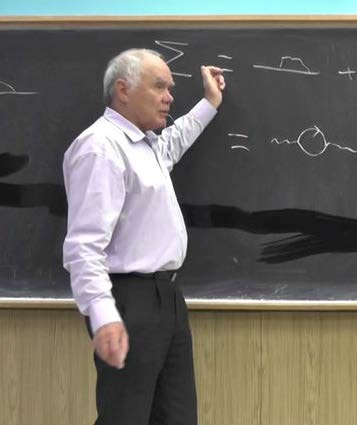
Wiktor Sergejewitsch Fadin

Wiktor Sergejewitsch Fadin (russisch Виктор Сергеевич Фадин, englische Transkription Victor Fadin; * 28. November 1942 in Poperetschnoje, Oblast Nowosibirsk) ist ein russischer theoretischer Physiker, der sich mit Quantenchromodynamik befasst.
Fadin studierte an der Staatlichen Universität Nowosibirsk und war ab 1965 am Budker Institut für Kernphysik, an dem er leitender Wissenschaftler wurde. 2001 bis 2012 leitete er dort die Theorieabteilung. 1983 habilitierte er sich (russischer Doktortitel). Außerdem war er seit 1993 Professor an der Staatlichen Universität Nowosibirsk.
Er ist einer der Autoren der Balitsky-Fadin-Kuraev-Lipatov (BFKL) Gleichungen der störungstheoretischen QCD aus den 1970er Jahren (mit Lew Nikolajewitsch Lipatow, Eduard A. Kurajew, Janko Balizki). Sie bildet mit den DGLAP-Evolutionsgleichungen (für Dokschizer, Gribow, Lipatow, Guido Altarelli, Giorgio Parisi) die Basis für das Verständnis hochenergetischer (harter) QCD-Streuprozesse, wie sie etwa am LHC des CERN oder an den Hera-Speicherringen des DESY studiert wurden.  Während die DGLAP für große Viererimpulsüberträge {\displaystyle Q^{2}} und nicht zu kleine Bjorken-Skalierung {\displaystyle x} gilt, gilt die BFKL für Prozesse mit kleinem x und nicht zu große {\displaystyle Q^{2}}. Fadin und Kollegen sagten Mitte der 1970er Jahre einen starken Anstieg der Wirkungsquerschnitte mit zunehmender Energie voraus, was später bei Hera beobachtet wurde.
2015 erhielt er den Pomerantschuk-Preis, und er erhielt 2001 den Humboldt-Forschungspreis. Er war Gastwissenschaftler am DESY. Seit 2016 ist er korrespondierendes Mitglied der Russischen Akademie der Wissenschaften.

## Schriften
- B. L. Joffe, V. S. Fadin, L. N. Lipatov,: Quantum Chromodynamics: perturbative and nonperturbative aspects, Cambridge University Press 2010
- V. S. Fadin, E. A. Kuraev, L. N. Lipatov, On the Pomeranchuk singularity in asymptotically free theories, Phys. Lett. B, Band 60, 1975, S. 50–52
- E. A. Kuraev, L. N. Lipatov, V. S. Fadin: Multiregge processes in the Yang-Mills theory,  Sov. Phys. JETP, Band 44, 1976, S. 443
- E. A. Kuraev, L. N. Lipatov, V. S. Fadin: Pomeranchuk singularity in nonabelian gauge theories, Sov. Phys. JETP, Band 45, 1977, S. 199
- V. S. Fadin, L. N. Lipatov: BFKL-Pomeron in the next-to-leading approximation, Phys. Lett. B, Band 429, 1998, S. 127–134
- V. S. Fadin, L. N. Lipatov: Radiative corrections to QCD scattering amplitudes in a multi-Regge kinematics, Nucl. Phys. B, Band 406, 1993, S. 259–292